# Richard Brevard Russell, Jr.
Pour les articles homonymes, voir Richard Russell (homonymie).
Richard Russell, Jr. est un homme politique américain né le 2 novembre 1897 à Winder en Géorgie et mort le 21 janvier 1971 à Washington. Il est gouverneur, puis sénateur de Géorgie jusqu'à sa mort.

## Biographie

### Gouverneur (1931-1933)
Il est choisi comme soixante-sixième gouverneur de Géorgie le 27 juin 1931 et démissionne le 10 janvier 1933 pour entrer au sénat où il est élu le 8 novembre 1932.

### Candidature à l'élection présidentielle
En 1948, il est le seul à se porter candidat contre le président sortant, Harry S. Truman pour les primaires démocrates. Mais il perd très largement les primaires face à Truman. Il retourne alors en Géorgie.

### Commission Warren
Il a fait partie de la Commission Warren instituée par le président Lyndon B Johnson à la suite de la mort par arme à feu du président John Fitzgerald Kennedy le 22 novembre 1963 à Dallas, Texas. et ce sur les conseils du directeur historique du F.B.I, J Edgar Hoover.
D'après la version officielle, cette dernière conclut dans son rapport remis en Septembre 1964 à la thèse de l'assassin unique et donc à la culpabilité de l'assassin présumé Lee Harvey Oswald.

### Adversaire des conclusions de la Commission
Tout comme Hale Boggs, devenu au fil des années et des nombreuses zones d'ombre non résolues par la Commission Warren un adversaire critique de la version officielle, le sénateur Richard Russel déclare en 1970 au Washington Post que John F. Kennedy a été victime d'une conspiration. Russell avait rédigé une opinion dissidente au nom de la Commission Warren selon laquelle « un certain nombre de circonstances suspectes » ne pouvaient lui permettre d’admettre qu’il n’y avait pas de complot en vue de tuer Kennedy et que, citant un manque de preuves, il croyait que cela « empêchait de conclure qu’Oswald agit seul, sans l’encouragement ou l’assistance d’aucune autre personne, pour planifié et perpétré l’assassinat ». Cependant, avec son accord, cette déclaration n’a pas été incluse dans le rapport final. 
Il participe aux recherches des enquêteurs non officiels en permettant la dé-classification de certains documents officiels de la Commission Warren qui avaient été classés secrets pour 75 ans en 1964 pour des raisons de Sécurité Nationale.

## Dans la culture populaire
En 2016, Frank Langella l'interprète dans le téléfilm All the Way de Jay Roach, alors que Richard Jenkins le fait dans le film L. B. Johnson, après Kennedy de Rob Reiner.